# 토머 바인베르크
토머 바인베르크(히브리어: תומר וינברג, 영어: Tomer Weinberg, 1991년 ~ )는 이스라엘 출신 영화 감독, 편집자, 시각효과 아티스트이다. 텔아비브 대학교 스티브 티시 영화·텔레비전 학교를 졸업한 후, 판타지, 코미디, 심리 드라마, SF 스릴러 등 다양한 장르를 넘나드는 단편 영화를 제작하고 광고 및 영화 편집, 시각효과(VFX) 작업에 참여하고 있다. 그의 작품들은 국제 영화제에서 상영되었으며 일부는 텔레비전을 통해서도 소개되고 있다.

## 경력
바인베르크는 2015년 단편 《Jacqueline》을 통해 국제 무대에 진출하였고, 2018년 《Replicant Mind》가 부천국제판타스틱영화제(BIFAN)에 초청되며 한국 관객에게도 소개되었다. 이후 《Heart of Desert》(2020)와 2024년 공개 예정인 《Simcha》 등을 선보이며 활동 영역을 넓혀가고 있다.
편집자로서는 《Soup》(2017)을 통해 칸 영화제 단편 코너(Cannes Short Film Corner)에 작품을 올렸으며, 《Uzzi》(2018)는 BAFTA 학생상 숏리스트에 선정되는 성과를 거두었다. 그는 이 밖에도 단편 영화와 광고에서 VFX 작업을 수행하고 있다.

## 대표 작품

### 감독
- 《Jacqueline》(2015, 단편)
- 《Replicant Mind》(2018, 단편)
- 《Heart of Desert》(2020, 단편)
- 《Simcha》(2024, 단편)

### 편집
- 《Soup》(2017, 단편, 칸 영화제 단편 코너 초청)
- 《Redress》(2017, 단편)
- 《Uzzi》(2018, 단편, BAFTA 학생상 숏리스트 선정)
- 《Reality Show》(2022, 단편)

## 주해
- 스티브 티시 영화·텔레비전 학교: בית הספר לקולנוע וטלויזיה ע"ש סטיב טיש (히브리어 위키백과) - 텔아비브 대학교 산하 영화·텔레비전 교육 기관.